# Echiostachys ecklonianus
Echiostachys ecklonianus är en strävbladig växtart som först beskrevs av Dc., och fick sitt nu gällande namn av Margaret Rutherford Bryan Levyns. Echiostachys ecklonianus ingår i släktet Echiostachys och familjen strävbladiga växter. Inga underarter finns listade i Catalogue of Life.